# Artur Kozak
Artur Jan Kozak (ur. 11 stycznia 1960 we Wrocławiu, zm. 22 lutego 2009 tamże) – polski prawnik, doktor habilitowany nauk prawnych, wykładowca na Wydziale Prawa, Administracji i Ekonomii Uniwersytetu Wrocławskiego oraz profesor nadzwyczajny na Wydziale Prawa i Administracji Uniwersytetu Opolskiego.

## Biografia naukowa
W 1983 ukończył studia prawnicze na Wydziale Prawa, Administracji i Ekonomii Uniwersytetu Wrocławskiego. Pracę magisterską pt. Prognoza i jej rola w tworzeniu prawa, pisaną pod kierunkiem profesora Stanisława Kaźmierczyka, obronił w 1983. W roku następnym rozpoczął pracę naukową na WPAiE UWr w ówcześnie istniejącym Zakładzie Teorii Państwa i Prawa WPiA.
Rozprawę doktorską pt. Pojmowanie prawa w teorii wykładni napisaną pod kierunkiem Stanisława Kaźmierczyka obronił w 1995. Stopień naukowy doktora habilitowanego uzyskał w 2002 (praca wydana w formie książkowej pt.  Granice prawniczej władzy dyskrecjonalnej). W 2005 został mianowany profesorem nadzwyczajnym Uniwersytetu Opolskiego.

## Działalność naukowa i dydaktyczna
Wraz z pracownikami Katedry Teorii i Filozofii Prawa WPAiE UWr: Andrzejem Batorem, Stanisławem Kaźmierczykiem, Zbigniewem Pulką i Włodzimierzem Gromskim opracował i wydał Wprowadzenie do prawoznawstwa. Leksykon tematyczny (LexisNexis, 2006).
Inne publikacje:
- Z zagadnień teorii i filozofii. Instrumentalizacja prawa (wyd. Kolonia Sp.z o.o., 2000)
- Myślenie analityczne w nauce prawa i praktyce prawniczej (wyd. Wydawnictwo Uniwersytetu Wrocławskiego, 2010) - publikacja pośmiertna, skierowana do druku przez dra Macieja Pichlaka.

Jako wykładowca UWr prowadził zajęcia (wykłady i konwersatoria) z przedmiotów: wstęp do prawoznawstwa, teoria i filozofia prawa oraz socjologia prawa na stacjonarnych i niestacjonarnych studiach prawa.

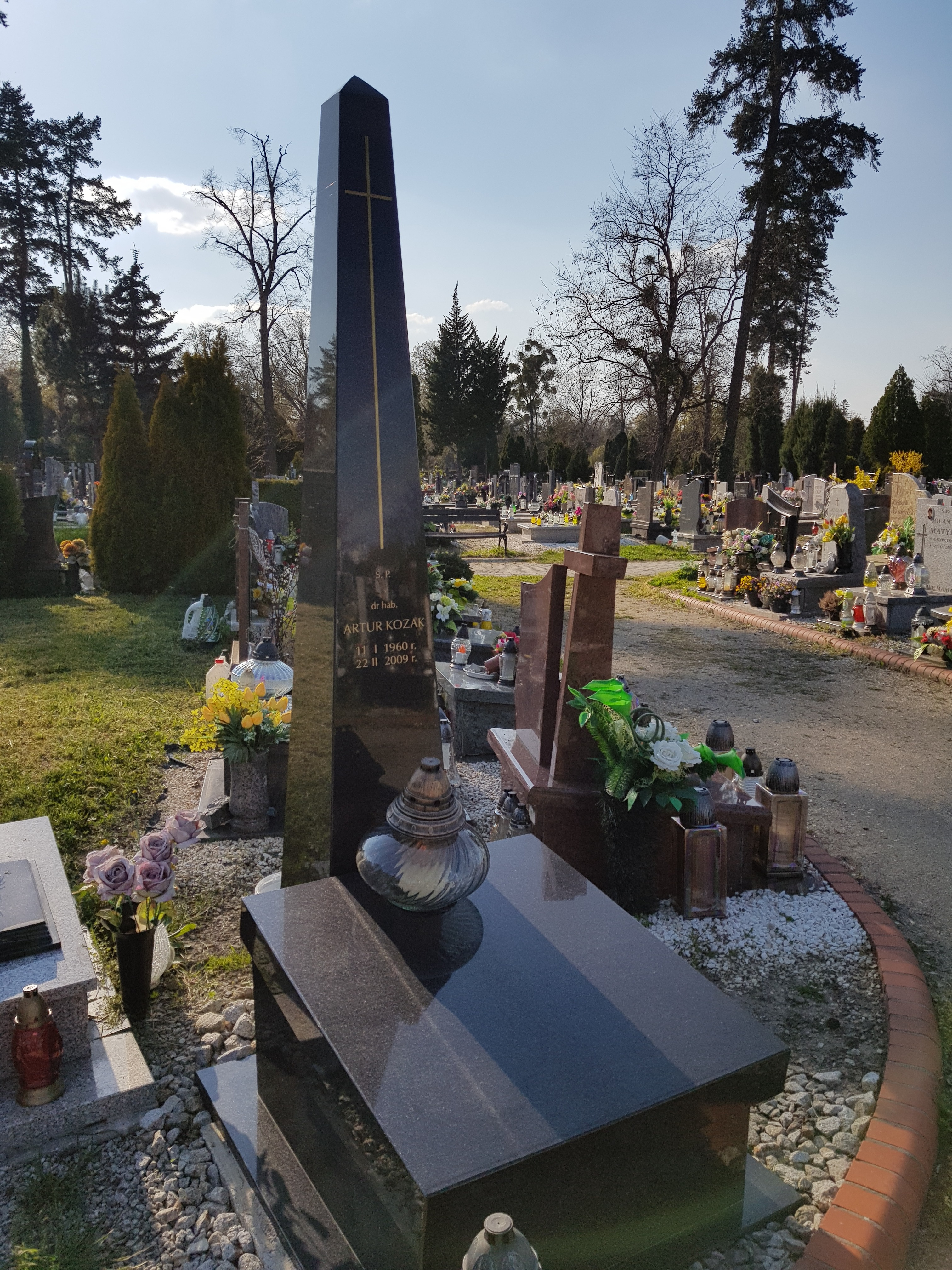
Grób prof. Artura Kozaka na Cmentarzu Osobowickim we Wrocławiu

## Śmierć i upamiętnienie
Zmarł niespodziewanie na zawał serca w dniu 22 lutego 2009. Spoczywa na Cmentarzu Osobowickim we Wrocławiu.
Jego pamięci poświęcona jest sala 01 w budynku C WPAiE UWr. Uroczystość nadania imienia miała miejsce 10 czerwca 2010 pod przewodnictwem dziekana Wydziału Prawa, Administracji i Ekonomii Uniwersytetu Wrocławskiego, prof. dr hab. Włodzimierza Gromskiego.